# Corydoras boesemani
Corydoras boesemani är en fiskart som beskrevs av Han Nijssen och Isbrücker, 1967. Corydoras boesemani ingår i släktet Corydoras och familjen Callichthyidae. Inga underarter finns listade i Catalogue of Life.